# Niewiadoma
Niewiadoma – określenie wielkości poszukiwanej, której wartość liczbowa jest zależna od różnych mierzalnych czynników, która może zostać zastąpiona symbolem niewiadomej (szukanej) i znaleziona doświadczalnie lub przez rozwiązanie równań lub nierówności.
Symboli niewiadomych, w postaci liter alfabetu łacińskiego lub greckiego, używa się najczęściej do oznaczania liczb, wektorów, funkcji, macierzy itp. Nie każdy symbol literowy w zagadnieniach matematycznych musi być niewiadomą, szczególnie w równaniach używanych w fizyce. Część wielkości reprezentowanych przez symbole może być dana a część mogą stanowić stałe. Użycie liter zamiast liczb w przypadku wielkości danych zapewnia ogólność wzorów i równań, które mogą być użyte do innych danych. Jednak ze względów zachowania poprawności zapisu działań matematycznych – przyjęło się, aby do oznaczania niewiadomych nie używać symboli nomenklatury stałych matematycznych (np. {\displaystyle e} lub {\displaystyle \pi }).
Niewiadome stosowane są na szeroką skalę w dziedzinach powiązanych z modelowaniem matematycznym – to jest m.in. fizyką i chemią. Można wyróżnić wiele typów niewiadomych, w zależności od ich doboru. Najbardziej ogólny jest podział pod względem zależności czasowej. Stąd wyróżniamy stałe niewiadome niezależne od czasu oraz niewiadome zależne od czasu zwane zmiennymi niewiadomymi. Niewiadome ograniczone na danych przedziałach mogą być również częścią składową innych niewiadomych – wtenczas noszą nazwę parametrów.

## Przykłady
- W równaniu liniowym z jedną niewiadomą: {\displaystyle 2x-3=4} niewiadomą jest {\displaystyle x.}
- W równaniu liniowym z dwiema niewiadomymi {\displaystyle 3x-4y=-2} niewiadomymi są {\displaystyle x,y} (może to być np. równanie diofantyczne).
- W nierówności {\displaystyle \sin x-2\cos y=z} są trzy niewiadome: {\displaystyle x,y,z.}
- W równaniu różniczkowym {\displaystyle f'(x)-f(x)=0} niewiadomą jest funkcja {\displaystyle f(x).}